# برزنه

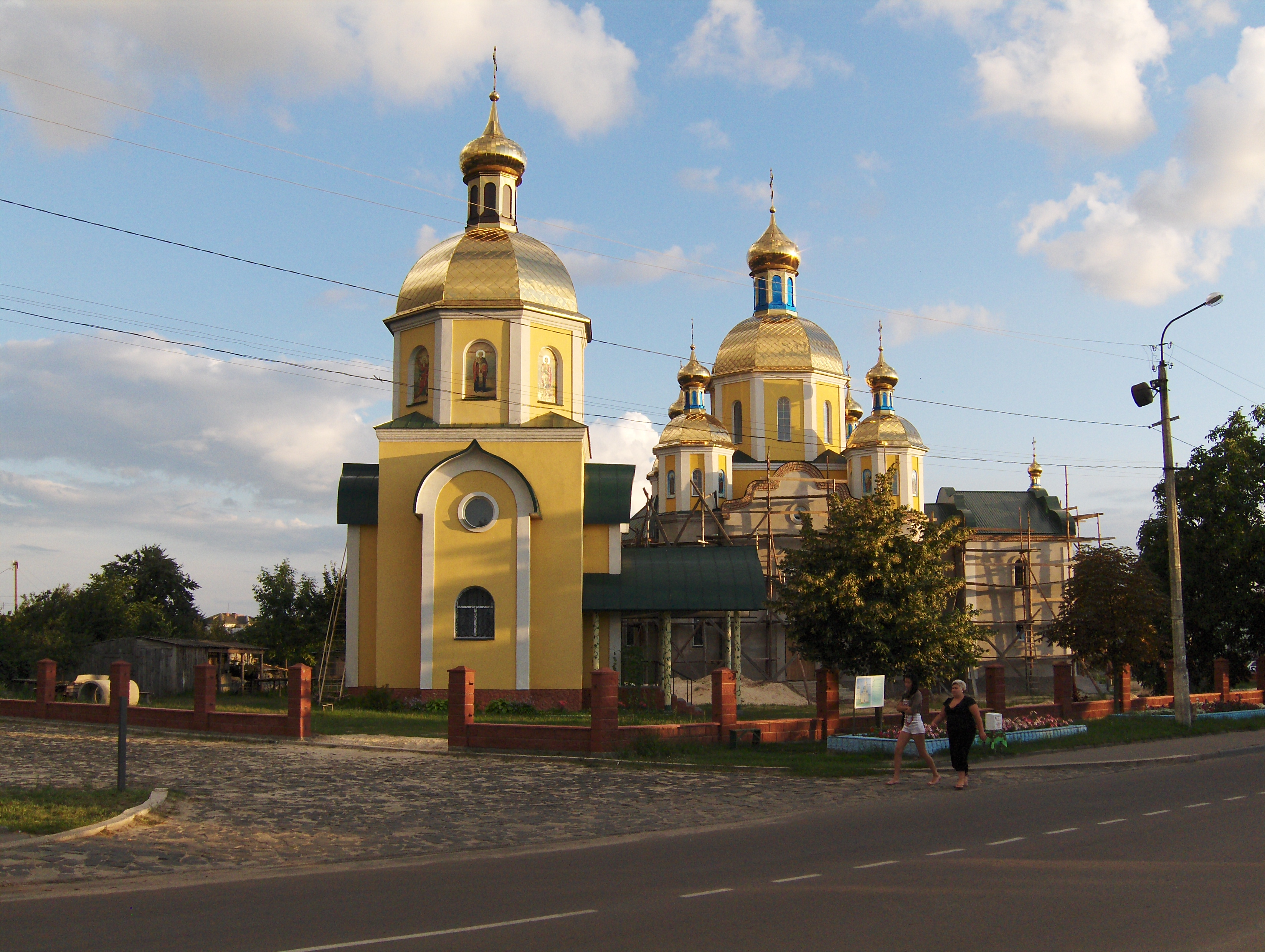
کلیسای ارتدکس در برزنه

شهر برزنه (به روسی: Березне) در استان ریونه در کشور اوکراین واقع شده‌است. جمعیت این شهر ۱۳٬۶۶۹ نفر  است.